# 潘漫紅
潘漫紅（英語：Pun Man Hung，1972年—），香港女性編劇，畢業於賽馬會官立中學及樹仁學院新聞系。畢業後隨即於1993年8月24日加入電視編劇行業，曾於香港亞洲電視、無綫電視及香港電視網絡擔任編劇及編審。潘漫紅於2010年在無綫電視升為編審，再於2012年轉到香港電視網絡，於劇集《導火新聞線》中擔任編審，劇集於2015年3月10日至至4月10日間播出，劇集為香港電視網絡其中一套廣受好評的劇集，題材為香港少見。劇集最終帶動香港電視網絡收視率逐步回升，甚至獲機會續寫《導火新聞線》電影版。2015年初，潘約滿港視後成為自由身編劇。2020年，她擔任編審的無綫電視半外判劇集《星空下的仁醫》開拍，並成為翌年台慶劇。2017年起，潘漫紅在香港樹仁大學及香港浸會大學擔任兼職講師。

## 編審／編劇列表

### 電視劇（亞洲電視）
| 首播   | 劇名           |
| 1994年 | 戲王之王       |
| 1994年 | 碧血青天楊家將 |
| 1995年 | 包青天         |
| 1995年 | 女幹探         |
| 1996年 | 再見艷陽天     |
| 2006年 | 義無反顧       |
| 2008年 | 火蝴蝶         |

### 電視劇（無綫電視）
| 首播      | 劇名           |
| 2000年    | 陀槍師姐II     |
| 2001年    | 陀槍師姐III    |
| 2003年    | 陀槍師姐IV     |
| 2004年    | 翡翠戀曲       |
| 2005年    | Yummy Yummy    |
| 2005年    | 妙手仁心III    |
| 2005-06年 | 窈窕熟女       |
| 2006年    | 樓住有情人     |
| 2010年    | 情人眼裏高一D  |
| 2010年    | 摘星之旅       |
| 2011年    | 魚躍在花見     |
| 2011年    | 花花世界花家姐 |
| 2011年    | 荃加福祿壽探案 |
| 2011年    | 結．分@謊情式  |
| 2012年    | On Call 36小時 |
| 2021年    | 星空下的仁醫   |
| 待播      | 巨塔之后       |
| 待播      | 正义女神Themis |

### 電視劇（香港電視網絡）
| 首播   | 劇名           |
| 2015年 | 導火新聞線     |
| 2015年 | 還來得及再愛你 |

### 電影
| 首映   | 名稱       |
| 2016年 | 導火新聞線 |

## 資料來源
1. ↑  . 評台. 2015-03-30  [2015-04-28]. （原始内容存档于2015-05-14）.
2. ↑  . 立場新聞. 2015-04-10  [2016-02-08]. （原始内容存档于2020-09-18）.
3. ↑  兒科醫生-更名-星空下的仁醫-編審親解受袁國勇訪問啟發
4. ↑  .   [2021-11-26]. （原始内容存档于2021-11-26）.